# Ubuhake
Ubuhake – forma zależności feudalnej występująca w Rwandzie w okresie królestwa. Stanowiła jeden z fundamentów gospodarki tego kraju do końca monarchii. Została wprowadzona prawdopodobnie przez twórcę państwowości rwandyjskiej, Gihangę (według Alexisa Kagame 1091–1124). Opierała się na dzierżawieniu pojedynczych sztuk bydła oraz pastwisk od stanowiących klasę rządzącą Tutsi przez zajmujących się głównie uprawą ziemi Hutu. Zawarcie kontraktu wasalnego wiązało się z uznaniem przez lennika swojej podległości względem suwerena (szebudża).
Lennik miał prawo do mleka wypożyczonych krów, cieląt płci męskiej, a także do korzystania z ochrony feudała. Natomiast druga strona miała wyłączność na samiczki, mogła również zażądać świadczenia określonych usług na jej rzecz (np. naprawa domostw, udział w pracach polnych).
Ubuhake mogło ulec rozwiązaniu z inicjatywy każdej ze stron. Klient (garagu) był jednak w takim przypadku zobowiązany do zwrotu bydła wraz z przychówkiem.